# Dominic Cooper
Pour les articles homonymes, voir Cooper.
Dominic Cooper est un acteur britannique, né le 2 juin 1978 à Greenwich (Grand Londres).

## Biographie
Dominic Edward Cooper est né à Greenwich le 2 juin 1978. Sa mère, professeur, enseigne dans une école maternelle. À la suite de la mort de sa sœur dans un accident de voiture, ses parents divorcent, il a alors cinq ans. Après avoir étudié à la Thomas Tallis School de Kidbrooke, il intègre la London Academy of Music and Dramatic Art dont il sort diplômé en 2000.

## Carrière
Il fait ses premiers pas d’acteur professionnel au National Theatre dans Mother Clap's Molly House (en) de Mark Ravenhill, puis débute par de toutes petites apparitions de 2001 à 2005 dans From Hell d'Allen et Albert Hughes (en agent de police), Frères d'armes (Allington dans le premier épisode de la mini-série), Breakfast on Pluto de Neil Jordan (une personne en boite de nuit) ou encore la série Jericho (dans le rôle de Marcus Hare).
Il obtient une première reconnaissance en 2004 pour son rôle de Dakin dans la pièce de théâtre The History Boys d'Alan Bennett. La pièce fait le tour du monde, gagnant de nombreux prix (Laurence Olivier Awards, Tony Awards...), et est même adaptée dans un film éponyme en 2006. Cooper est lui-même nommé pour plusieurs prix.
En 2008 sa carrière cinématographique démarre réellement avec son interprétation de Sky, le futur marié d’Amanda Seyfried dans Mamma Mia ! de Phyllida Lloyd et celle du député Charles Grey, amant de Keira Knightley dans The Duchess de Saul Dibb.
Habitué aux seconds rôles, en 2009, Lone Scherfig lui offre cependant le rôle de Danny, initialement prévu pour Orlando Bloom dans Une éducation, ce qui lui permet de donner la réplique à Peter Sarsgaard et Carey Mulligan. Puis c’est Stephen Frears qui l’imagine en Ben Sergeant, leader du groupe Swipe et amant de Gemma Arterton pour les besoins de Tamara Drewe (2010).
Toujours en 2009, il joue Hippolyte dans Phèdre de Jean Racine aux côtés d'Helen Mirren qui fait son grand retour sur scène. La pièce est jouée dans le West End de Londres avant de partir en représentations en Grèce puis à Washington.
En 2011, il est à l’affiche de Captain America: First Avenger de Joe Johnston dans le rôle d’Howard Stark, père de Tony (Robert Downey Jr.) alias Iron Man. Il reprend le rôle dans la série télévisée Agent Carter.
En 2014, il incarne Ian Fleming, créateur de James Bond, dans la minisérie britannique Fleming : L'Homme qui voulait être James Bond.
Il obtient en 2016 le rôle principal dans la série Preacher, adaptation du comics éponyme. 
L'année suivante, le comédien retrouve Gemma Arterton pour le drame intimiste Une femme heureuse, de Dominic Savage, puis Meryl Streep pour Mamma Mia! Here We Go Again, suite du film à succès réalisé par Phyllida Lloyd, cette fois mise en scène par Ol Parker.

## Théâtre
Dominic Cooper est membre du Royal National Theatre.
- 2001 : Mother Clap's Molly House (en) de Mark Ravenhill, mise en scène de Nicholas Hytner : Thomas / Josh (National Theatre et West End)
- 2003-2004 : His Dark Materials (À la croisée des mondes) de Nicholas Wright, mise en scène de Nicholas Hytner : Will Parry (National Theatre)
- 2004-2006 : The History Boys d'Alan Bennett, mise en scène de Nicholas Hytner : Dakin (National Theater, Broadway et tournée internationale)
Diffusé dans le cadre du programme National Theatre Live le 2 novembre 2013 lors du Gala des 50 ans du National Theatre[5].
- 2009 : Phèdre de Jean Racine, mise en scène de Nicholas Hytner : Hippolyte (West End et à l'étranger)
Diffusé dans le cadre du programme National Theatre Live le 25 juin 2009.
- 2013 : Extrait unique de Angels in America de Tony Kushner, mise en scène originale de Declan Donnellan : Louis Ironson
Diffusé dans le cadre du programme National Theatre Live le 2 novembre 2013 lors du Gala des 50 ans du National Theatre[5].

## Filmographie

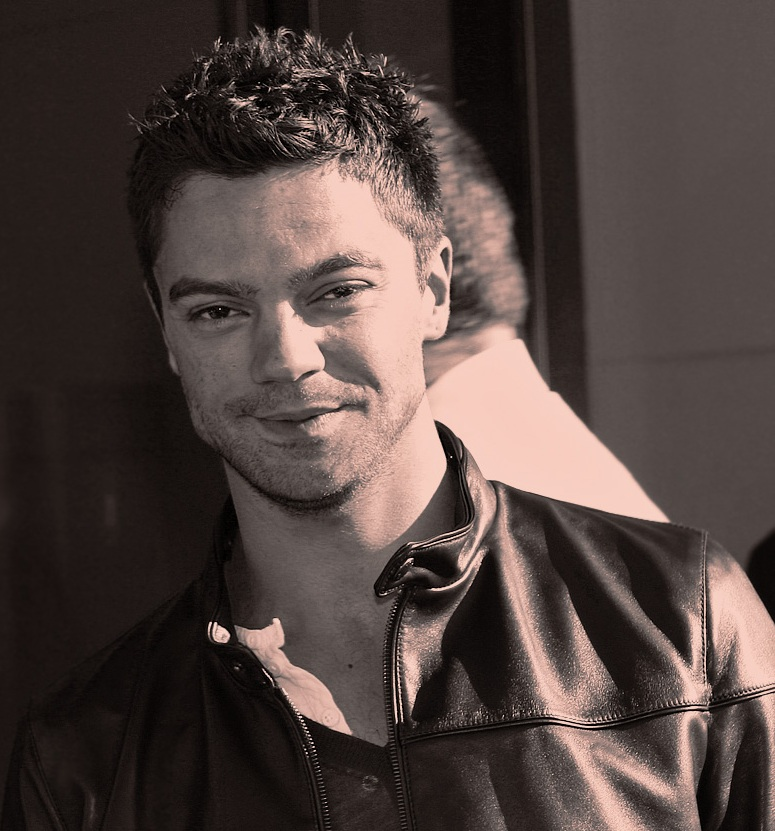
Dominic Cooper lors du Festival international du film de Toronto en septembre 2008.

### Cinéma
- 1995 : Cabaret de Deborah Khan : le maître de cérémonie[6]
- 2001 : From Hell d'Albert et Allen Hughes : le policier no 3
- 2001 : Anazapta d'Alberto Sciamma : le greffier[6]
- 2002 : Le Rideau final de Patrick Harkins : le jeune prêtre
- 2003 : Star de père en fille de Craig Ferguson : le petit ami
- 2003 : Boudica de Bill Anderson
- 2005 : Breakfast on Pluto de Neil Jordan : Squaddie at Disco
- 2006 : Starter for 10 de Tom Vaughan : Spencer
- 2006 : History Boys de Nicholas Hytner : Dakin
- 2008 : Ultime Évasion de Rupert Wyatt : Lacey
- 2008 : Mamma Mia ! de Phyllida Lloyd : Sky
- 2008 : Official Selection de Brian Crano : l'étranger
- 2008 : The Duchess de Saul Dibb : Charles Grey
- 2009 : Une éducation de Lone Scherfig : Danny
- 2009 : Brief Interviews with Hideous Men de John Krasinski : Daniel / sujet no 46
- 2010 : Tamara Drewe de Stephen Frears : Ben Sergeant, du groupe Swipe
- 2010 : Le Voyage extraordinaire de Samy de Ben Stassen : Sammy (voix, version anglaise UK)
- 2011 : The Devil's Double de Lee Tamahori : Latif Yahia (en) / Oudaï Hussein
- 2011 : Blood Out de Jason Hewitt : Indigo no 2[6]
- 2011 : Captain America: First Avenger de Joe Johnston : Howard Stark
- 2011 : My Week with Marilyn de Simon Curtis : Milton Greene
- 2011 : Hello Carter, court métrage d'Anthony Wilcox : Carter
- 2012 :  Abraham Lincoln, chasseur de vampires de Timur Bekmambetov : Henry Sturges
- 2013 : Dead Man Down de Niels Arden Oplev : Darcy
- 2013 : Summer in February de Christopher Menaul : Alfred Munnings
- 2013 : Agent Carter, court métrage de Louis D'Esposito (en) : Howard Stark
- 2014 : Captain America : Le Soldat de l'hiver d'Anthony et Joe Russo : Howard Stark (non crédité)
- 2014 : Game of Fear La loi du tueur de Peter Howitt : Mitch Brockden
- 2014 : Need for Speed de Scott Waugh : Dino Brewster
- 2014 : Dracula Untold de Gary Shore : Mehmed II
- 2015 : Ma meilleure amie (Miss You Already) de Catherine Hardwicke : Keith
- 2016 : Warcraft : Le Commencement de Duncan Jones : le roi Llane Wrynn
- 2017 : Stratton de Simon West : John Stratton
- 2017 : Une femme heureuse (The Escape) de Dominic Savage : Mark
- 2018 : Mamma Mia! Here We Go Again d'Ol Parker : Sky
- 2022 : La Princesse (The Princess) de Le-Van Kiet : Julius
- 2024 : "Cry From the Sea" de Vic Sarin : Seamus

### Télévision

#### Téléfilms
- 2001 : The Gentleman Thief de Justin Hardy : PC Merrifield
- 2003 : Meurtre au champagne de Tristram Powell : Andy Hoffman
- 2008 : God on Trial d'Andy De Emmony : Moche
- 2009 : Freefall de Dominic Savage : Dave

#### Séries télévisées
- 2001 : The Infinite Worlds of H.G. Wells (mini-série) : Sidney Davidson
- 2001 : Frères d'armes (mini-série) : Allington (1 épisode)
- 2004 : Down to Earth : Danny Wood (1 épisode)
- 2005 : Jericho : Marcus Hare (1 épisode)
- 2008 : Raison et Sentiments (Sense and Sensibility) (mini-série) : John Willoughby
- 2009 : Horne and Corden (1 épisode)
- 2010 : Promzillas : le narrateur
- 2014 : Fleming : L'Homme qui voulait être James Bond (mini-série) : Ian Fleming
- 2015-2016 : Agent Carter : Howard Stark
- 2016 - 2019 : Preacher : Jesse Custer
- 2020 : Spy City : Fielding Scott
- 2021 : What If...? : Howard Stark (voix originale)
- 2022 : That Dirty Black Bag (mini-série) : Arthur McCoy
- 2023 : The Gold (mini-série) : Edwyn Cooper
- 2024 : My Lady Jane : Lord Seymour
- 2024 : Suspect : Jon (saison 2)
- 2025 : The Last Frontier : Havlock

## Distinctions

### Récompenses
- Capri 2011 : Meilleure distribution pour My Week with Marilyn

### Nominations
- British Independent Film Awards 2006 : Meilleur espoir pour History Boys
- London Film Critics Circle 2007 : Acteur de l'année dans un second rôle pour History Boys
- Empire Awards 2007 : Meilleur espoir masculin pour History Boys et Starter for 10
- Screen Actors Guild Awards 2010 : Meilleure distribution pour Une éducation
- Saturn Awards 2012 : Meilleur acteur pour The Devil's Double

## Voix françaises
En France, Damien Ferrette et Tony Marot sont les voix les plus régulières de Dominic Cooper.
En France
| - Damien Ferrette dans : - Wild Generation - The Duchess - La Princesse - The Gold : Le Casse du siècle (en) (série télévisée) - Tony Marot dans : - Mamma Mia ! - Captain America: First Avenger - Mamma Mia! Here We Go Again - What If...? (voix) - Pierre Tessier dans : - Une éducation - Dead Man Down - Need for Speed - Jérémy Prévost dans : - Summer in February - Warcraft : Le Commencement - Xavier Fagnon dans (les séries télévisées) : - Agent Carter - That Dirty Black Bag (en) | - Arnaud Bedouët dans : - My Week with Marilyn - My Lady Jane (en) (série télévisée) Et aussi - Alexandre Crépet (Belgique) dans Ultime Évasion - Rémi Bichet dans Raison et Sentiments (mini-série) - Jonathan Cohen dans Tamara Drewe - Jérôme Cachon dans Abraham Lincoln, chasseur de vampires - Cédric Chevalme dans Dracula Untold - Damien Witecka dans Fleming : L'Homme qui voulait être James Bond (série télévisée) - Stéphane Pouplard dans Preacher (série télévisée) - Francisco Gil dans Stratton - Axel Kiener dans Game of Fear |

Au Québec